# Killing Jesus
Killing Jesus è un film per la televisione del 2015 diretto da Christopher Menaul, basato sull'omonimo romanzo di Bill O'Reilly e Martin Dugard.
Il film è il terzo adattamento televisivo di National Geographic Channel dei libri di saggistica di O'Reilly e Dugard, dopo Killing Lincoln e Killing Kennedy. Ha ottenuto una candidatura come miglior film per la televisione ai Primetime Creative Arts Emmy Awards 2015. In Italia è stato trasmesso in prima visione assoluta il 12 aprile 2017 alle 21.10 su Nove.

## Trama
Il film racconta la vita di Gesù di Nazareth attraverso i conflitti politici, sociali, storici durante l'impero romano che portarono alla sua morte.